# Боно Георгій Петрович
Георгій Петрович Боно (нар. 21 січня 1900, Кременець, Волинська губернія, Російська імперія — пом. 1969) — радянський військовий діяч, генерал-майор інтендантської служби ЗС СРСР, генерал бригади Народного Війська Польського.

## Біографія
Син дворян Петра Боно й Олени Меєр. Закінчив Нижньгородський Кадетський корпус, із червня 1919 року — червоноармієць 27-го Західного стрілецького полку РСЧА, в січні 1920 року закінчив командні курси. Навесні 1921 року призначений офіцером штабу стрілецької бригади запасу, пізніше помічник начальника Казанського управління конвоїв. У травні 1923-червні 1929 років слухач Татаро-Башкирської військової школи. Офіцер фінансової служби, начальник фінансового відділу санаторію «Архангельське» з грудня 1936 року. Із липня 1938 року — викладач курсів військової економіки.
У роки Німецько-радянської війни займав пост начальника Головного фінансового відділення Головного комітету Оборони СРСР. Із листопада 1941 року — начальник фінансового відділу 20-ї армії Західного фронту (з 1 лютого 1943 року — Північно-Західного фронту), з січня 1944 року — начальник фінансового відділу Північно-Західного фронту, з травня 1944 року — начальник фінансового відділу 3-го Прибалтійського фронту. У березні 1945 року направлений на службу до Війська Польського у званні підполковника, начальник фінансового відділу інтендантської служби Війська Польського, з 1946 року — глава фінансового відділу Міністерства національної оборони Польщі. 14 грудня 1945 отримав звання бригадного генерала Війська Польського . Постановою Ради Міністрів СРСР № 1545 від 11 липня 1946 року присвоєно військове звання генерал-майора інтендантської служби.
Нагороджений радянськими орденами Леніна, Червоного Прапора, Червоної Зірки (двічі) та Вітчизняної війни II ступеня, радянськими медалями «За оборону Москви», «За визволення Варшави», «За взяття Берліна» і «За перемогу над Німеччиною». Також нагороджений польським орденом «Хрест Грюнвальда» III класу (1945), Золотим Хрестом Заслуг, медалями «За Варшаву 1939—1945» та «За Одру, Нису і Балтику».